# Старый город (Нарва)
Старый город (эст. Vana Narva) — исторический центр эстонского города Нарва, уничтоженный во время Второй мировой войны.

### Средневековая Нарва
Основанный, по свидетельству ливонских летописей, в 1223 году, город много веков был предметом территориальных споров соседних государств.
Архивные документы периода города под властью Ливонского ордена (1347—1558) утрачены во время пожаров. Часть архива — переписка управлявшего Нарвою фогта и некоторые документы из переписки шведского коменданта и генерал-штатгальтера Ингерманландии и Кексгольма, уцелевшая и долго хранившаяся в башне Германа, в 1823 году была продана на бумажную фабрику.
Основатели города — датчане — построили в Нарве церковь, она находилась на месте кафедрального собора Спаса Преображения, от неё остались находящиеся под основанием собора надгробные плиты с надписями, из которых некоторые восходят к началу XIV столетия. Собор уцелел в пожаре 1558 года.
После приобретения в 1347 году владений Дании в Эстляндии Ливонским ордером мейстер Генрих Дуземер окружил Нарву, в числе других главных городов (Ревель, Везенберг) крепостными стенами с башнями и рвами.
В городских стенах было трое ворот: первые — со стороны «нового города» (Neustadt) на главную улицу (именовались также «городские» (Stadtthor), «темные» (Dunkelpforte), «скотопрогонные» (Karripforte)); вторые — «темные» или «малые береговые» (kleine Strandpforte), впоследствии — «мясницкие» (Fleischerpforte) у реки при входе в «Тёмный сад»; третьи — ворота в Йоальское поле.
В 1492 году русский царь Иван III на противоположном от Нарвского замка берегу Наровы, на Девичьей горе (рассудив, что «в то время было не до мирной поэзии»), всего за два с половиной летних месяцев возвёл новую русскую крепость — Ивангород. По описаниям Руссова русские часто обстреливали Нарву из своей крепости и даже однажды убили нарвского бургомистра Иоанна Мейнингенскаго.

### Нарва при Иване Грозном
В 1558 году в Нарве случился страшный пожар. Согласно русским источникам пожар был карой за святотатство — нарвские немцы варили пиво и, издеваясь, подбросили под котёл образ Николая Чудотворца, принадлежавший русским купцам, вспыхнувшее грандиозное пламя спалило дом, где это происходило, а затем и весь город. По другим сведениям — загорелось первоначально в доме парикмахера Кордта Улькена. Образ Святителя Николая, а также икону Божией Матери Одигитрии впоследствии нашли в пепле нетронутыми огнём. Образ Св. Николая хранился в Нарве в Преображенском соборе и считался чудотворным, также как образ Одигитрии, помещённый в церкви Успения Пресвятой Богородицы в Ивангородской крепости.
Воспользовавшиеся ситуацией русские осадили город. Не желая напрасного кровопролития к городским воротам был выслан нарвский бюргер Бартольд Вестерман, которому было заявлено что, в случае добровольной сдачи, все желающие будут выпущены из города, господа со всеми слугами, лошадьми и со всем имуществом, а военнонаёмники с женами, детьми и имуществом, которое смогут унести; пожелавшим остаться горожанам будут выстроены новые дома без всяких с их стороны расходов.
После перехода под власть русского царя городская жизнь в Нарве оживилась по всем направлениям. Сюда приезжают торговые люди, ремесленники, люди искусства. Сами горожане получают право безпошлинно торговать в Русском государстве. Обустраиваются русские кварталы, строятся русские церкви. Интересным примером постройки этого времени являлось, по-видимому, плитняковое здание на углу улиц Туру и Виру, подобное Грановитой палате в Новгороде.
Особенности климата, частые осадки, зимние холода, дороговизна земли и скученность городской застройки определили архитектурные особенности нарвского гражданского строительства — вытянутый кверху одно-двухэтажный щипцовый фасад прямолинейных очертаний, прорезанный проемами окон, дверей, гладкие приземистые стены, часто меньшие фасадов.
По указу Ивана Грозного в Нарве предписывалось воздвигнуть две церкви — Воскресения Христова на Вышгороде (в замке) и Божией Матери в самом городе. Отсутствие следов первой церкви позволяет предположить, что она и не сооружалась, возможно из-за короткого времени пребывания Нарвы под русской властью. Другая церковь была построена, как видно из плана города 1649 года, в северо-восточной части Вышгородской улицы около старой крепостной стены.
В 1684 году на месте прежней православной церкви была учреждена богадельня для бедных, в начале XX века это здание сохраняло (в изменённом виде) некоторые приметы бывшего храма. Возможно, и другие иноверные церкви были обращены в православные, в частности, существовавший в то время (вероятно, в качестве лютеранской — господствовавшей в Нарве религиозной концессии — кирхи) Спасо-Преображенский собор.
В 1581 году Нарвой овладевают шведы, а с 1611 года им принадлежит уже и Ивангород. В награду за военные успехи каменный дом в Нарве получил от шведского короля командующий шведской армией Понтус Делагарди.
Нарва пробыла под шведским владычеством век с четвертью — до 1704 года, что определило шведский облик города.

### Нарва XVII столетия

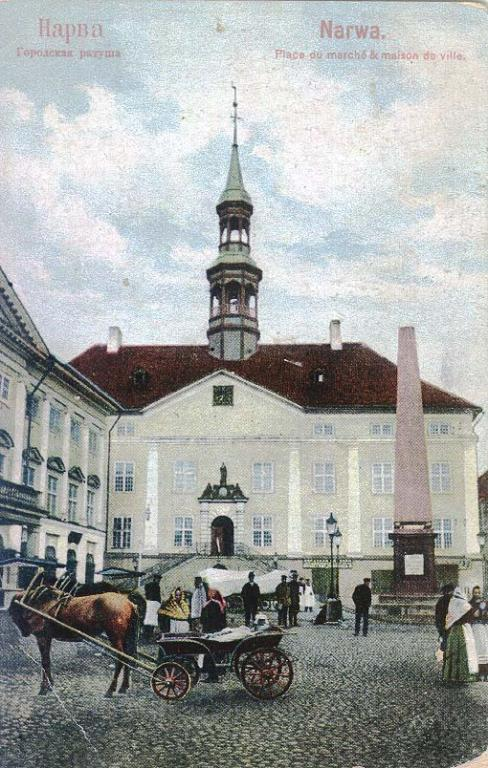
Часть рыночной площади и Нарвская ратуша. Колонна, открытая к 200-летию со дня рождения Петра I, стояла здесь с 1874 по 1922 год.

Пожар 1610 года превратил Нарву в груду развалин. Восстановление проходило до середины века. В 1633 году Адам Олеарий, секретарь отправленного в Россию голштинского посольства, описывает в Нарве множество новых построек. Была построена ратуша, новый городской собор. В городской планировке выделились две главные улицы — Вышгородская (ныне — Суур), от городских ворот к замку, и перпендикулярная ей Рыцарская улица (ныне — Рюйтли). Сложившаяся в XVII века городская планировка сохранялась в дальнейшем почти без изменений, лишь в XX веке была проложена «Новая» улица.
По описаниям Адама Олеария 1640-х годов Нарва представляла собой небольшой хорошо укрепленный город, с крепостной стеной, окруженный рвами. В городе было запрещено деревянное строительство, что, однако, обходилось домовладельцами — каменной возводилась только фасадная стена здания. На плане города 1649 года были указаны два собора, ратуша и особо выделены два дома — Левина и Вернексна, улицы — Остерская (затем — Койду), Рыцарская, Кирочная (затем — Раху), Булочная, Гельсингерская, Вестерская, Школьная, Вышгородская сохранялись в последующем.
5-го мая 1615 года в Нарве сожгли после изобличения в суде ведьму, загубившую детей местной жительницы. 17 января 1622 года в городе скончался внезапно заболевший шведский принц и претендент на российский престол Карл Филипп.
Пожар 1659 года вновь опустошил город.
Выдающейся постройкой второй половины XVII века в Нарве является городская ратуша (1668—1671, архитектор Г. Тейфель) на рыночной площади. На южной стороне рыночной площади в 1695—1698 годах была построена биржа (архитектор Кюнтлер). Им же был построен каменный мост через Нарову. Самым выдающимся гражданским сооружением стал дом ратмана Германа Поортена на улице Рюйтли (1695). В 1676 году по проекту архитектора Захариаса Хоффмана-младшего у выхода улицы Рюйтли к берегу реки Наровы для сапожника Якоба Нимана был построен жилой дом — будущий Дворец Петра I в Нарве.
В 1663 году Нарве на 8 лет предоставили право чеканить собственную монету (право арендовал нарвский ратсгер Нумменс).

### Нарва XVIII столетия

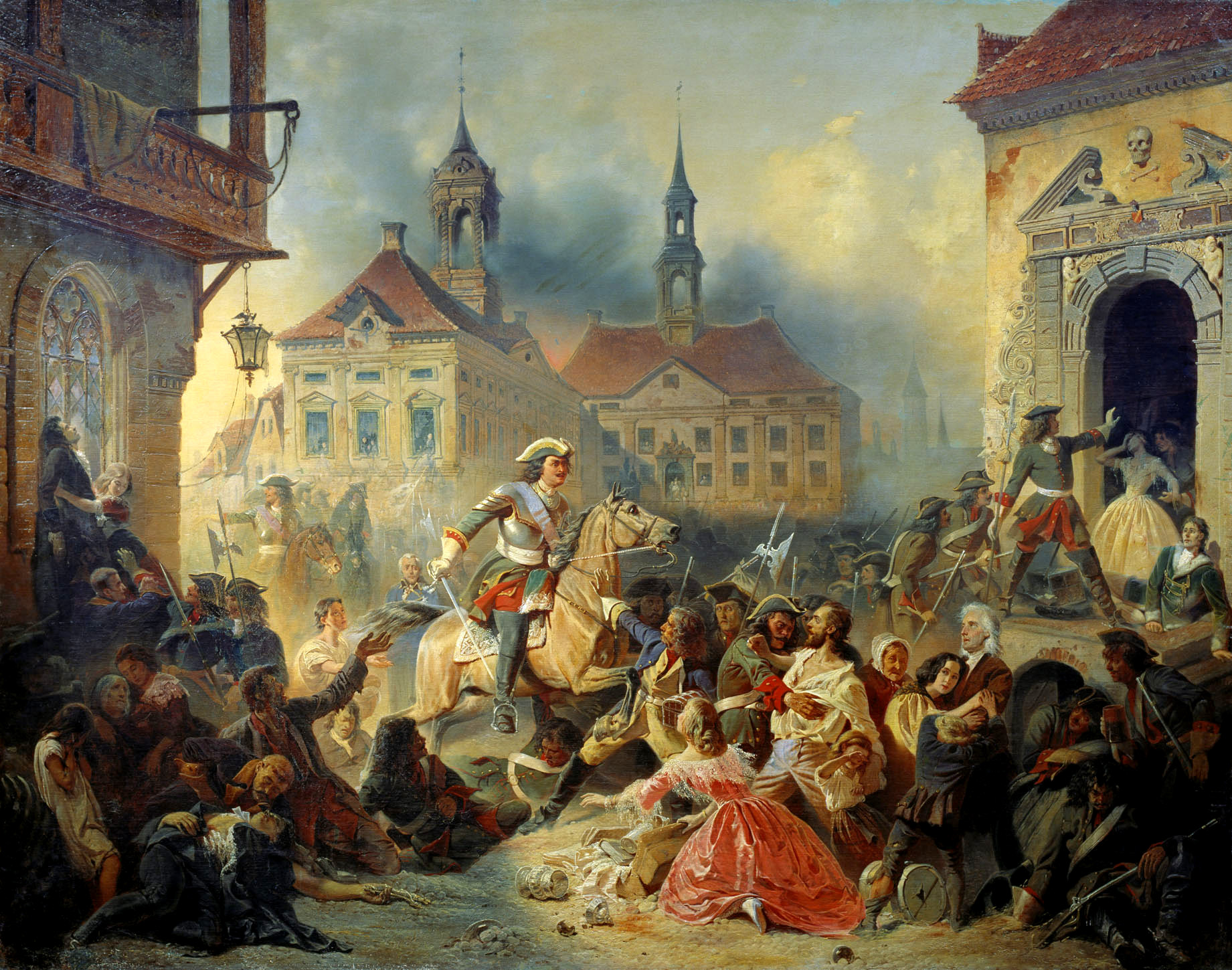
Петр I усмиряет ожесточенных солдат при взятии Нарвы в 1704 году

В 1704 году Нарва перешла под российское управление после долгой осады и штурма. Руководивший штурмом города император Пётр I, по преданию, останавливая кровопролитие и грабежи мирных граждан, собственноручно шпагою заколол русского солдата. Явившись в дом бургомистра Гетте он бросил окровавленную шпагу на стол, этот дом, впоследствии наследников Лаврецова, находился на Вышгородской улице, у замка, стол, на который Пётр бросил окровавленную шпагу, долго сохранялся и показывался гостям.
Вслед за Нарвою, неделю спустя, русскими войсками был занят Ивангород.
Четыре года спустя, в 1708 году русский император повелел всех горожан Нарвы, живших в городе при шведах переселить во внутренние области России. На переселение давалось 8 дней, движимое имущество разрешалось взять с собою, продать или оставить на сохранение. Можно предполагать, что эта мера подразумевалась как временная, до окончания войны со Швецией. Жители Нарвы были расселены в Москве, Казани, Новгороде, Астрахани и Вологде, в самой Нарве из прежнего населения осталось лишь около 300 человек. Действительно, в 1714 году такое возвращение было разрешено, но многие, по разным причинам, не вернулись.
До 1728 года каменное строительство во всех городах империи, за исключением Петербурга было запрещено. Под резиденцию Петра I, называемую впоследствии нарвским дворцом Петра I, был перестроен дом серебряных дел мастера Якова Луде на углу улиц Рюйтли и Пимеайа (у реки Нарова). Свой дои имел в Нарве и А. Д. Меншиков. При праздновании завоевания Нарвы в 1704 году перед его домом была поставлена новая мортира, наполненная вином, из которой и сам царь черпал и пил за победу. Нарвские старожилы утверждали, что дом этот стоял напротив дворца Петра I, на месте дома, принадлежащего в XX веке Лаврецову.
До 1746 года в Нарве, в биржевом зале, хранился камень из главных городских ворот, имевший два старинных герба и надпись «нем. Dieser Stein ward gehauen da manschrieb 1556». Затем, по невежеству каменщиков и недосмотру городских властей был встроен неизвестно в какое здание и сохранился только в описании ратсгера Франка фон Франкенберга.
В 1773 году город вновь сгорел, на постройку новых домов в 1777 году стали раздавать строительный материал от разбираемой за ветхостью крепостной стены города, тогда же были снесены и городские ворота. 16 января 1784 года императрица Екатерина II утверждает план города.

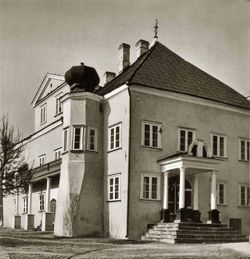
Дворец Петра I. Фото 1930 года

### Нарва XIX столетия
В 1834 году в Нарве была основана суконная фабрика, будущая Кренгольмская мануфактура.
В 1840 году население Нарвы насчитывало более 5000 жителей, в городе было три площади, 25 улиц. Из 589 зданий в 1843 году 465 были деревянными. В 1842 году окончили постройкой колокольню Спасо-Преображенского собора.
В 1865 году бывший Дворец Петра I был передан в собственность Нарвскому обществу граждан «большой гильдии» с обязательством содержать его в сохранности за свой счёт. Сохранилось описание всех помещений и обстановки Дворца в то время.
В 1870 году Нарва была связана железнодорожным сообщением. В 1876 году заработал водопровод.
В 1872 году жители Нарвы к 200-летию со дня рождения Петра Великого соорудили на площади перед зданием ратуши памятник-обелиск с надписями на русском языке и латинском языках.

### Нарва XX столетия
«Старинные шведские здания из местной плиты с черепичными остроконечными кровлями перемешались здесь с деревянными русскими домами недавней постройки, узкие и кривые переулки уперлись в широкие и просторные улицы и площади, зелень садов прислонилась к старой проросшей мхом и полуразвалившейся ливонской стене, а там, где сдавленная берегами Нарова ниспадает шумным водопадом с утесов, положенных властною рукою природы на её пути, выросли гигантские корпуса всемирно-известных фабрик».— Петров А. В. Город Нарва, его прошлое и достопримечательности. СПб, 1901.
Старые крепостные стены ещё ливонского периода, сильно обветшавшие, просматривались в городе на крайних границах Вышгорода между вновь построенными домами, используясь как брандмауэры, например, между домами Петрова и Гугина.

#### Гибель Старого города в 1944 году
Старый город был практически полностью разрушен во время военных действий между советскими войсками и войсками нацистской Германии в годы Второй мировой войны.

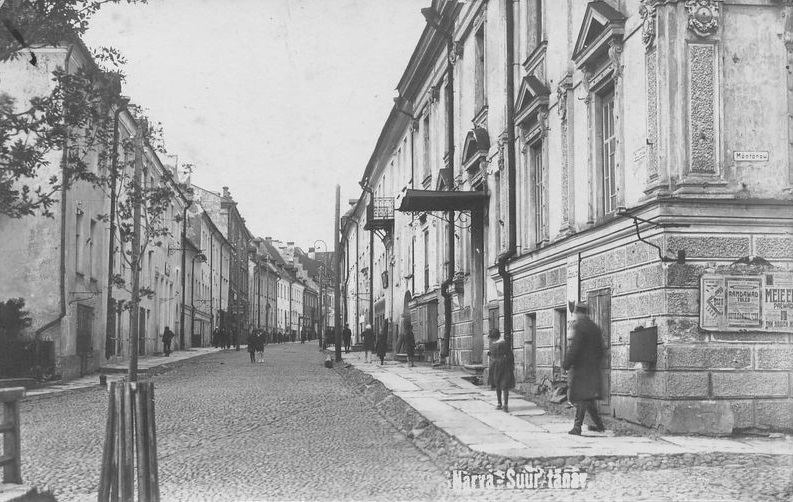
Улица Суур
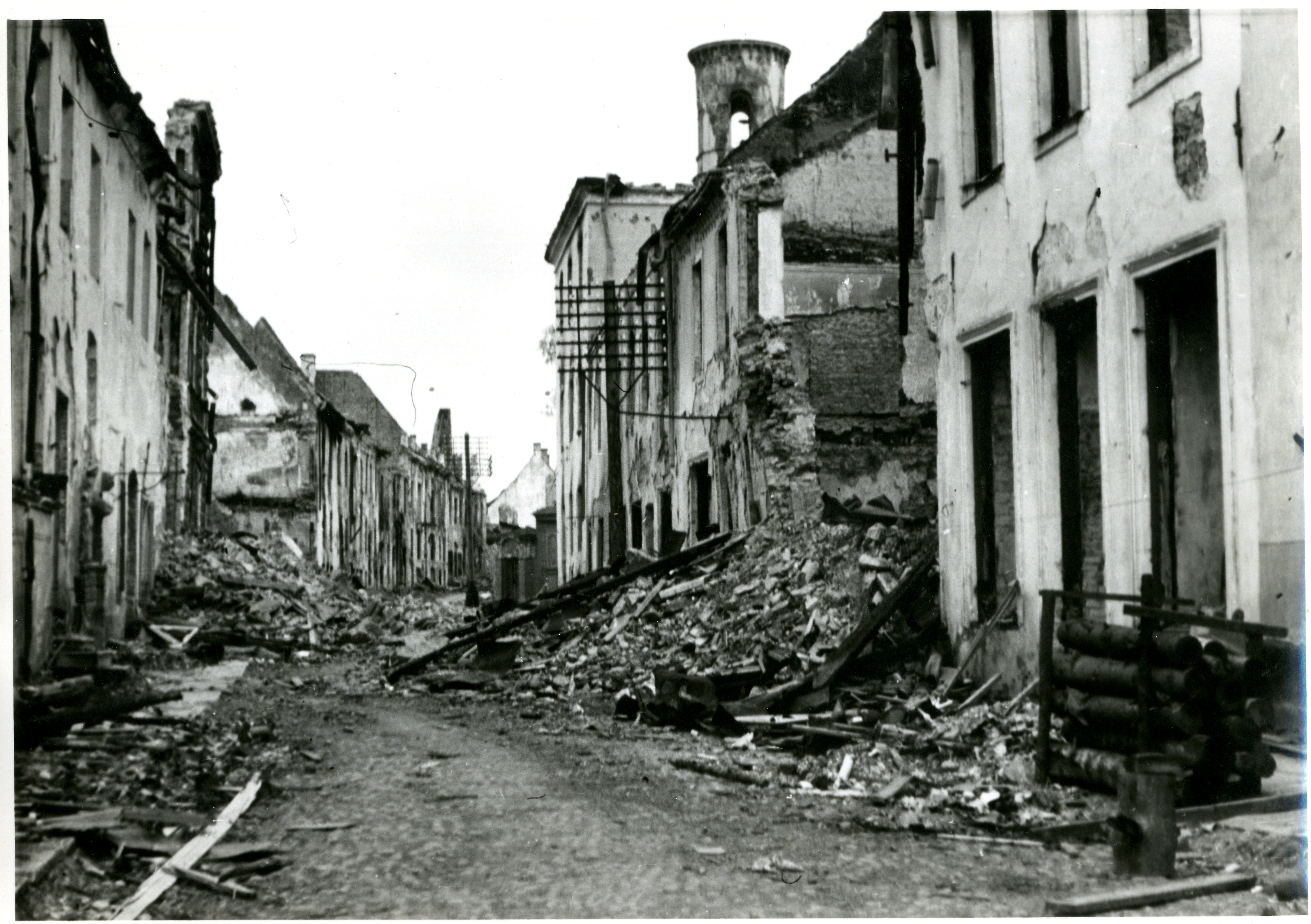
улица Суур в 1944 году

К настоящему времени восстановлено лишь несколько отдельных зданий (в том числе городская ратуша). В 2022 году фасад ратуши был заново отреставрирован. Стены Дворца Петра I, ожидая проектно-реставрационной документации, простояли до конца 1950-х годов, а затем были разобраны до фундамента.
В целом сохранилась историческая планировка улиц. Уцелели также оборонительные сооружения города, более известные как Нарвские бастионы, и старейший парк Нарвы — Тёмный сад.
После войны совет министров Эстонской ССР принял принципиальное решение — восстановить старый город Нарвы в его прежнем виде. Так же как было решено восстановить дворцы Петергофа и Царского Села.
О том, что Нарва будет возрождена, сообщалось в книгах и путеводителях. Были разработаны планы. Однако полтора десятка лет к руинам никто не притрагивался, и в 1959 году вышло постановление городского совета Нарвы, которое фактически отрицало постановление республиканского совмина и требовало полного сноса руин. Территорию зачистили от развалин, построили новые дома.

### XXI век
В 2002 году начались проектно-изыскательские работы по возведению на историческом месте городской биржи здания Нарвского колледжа. В 2012 году, несмотря на возражения, здание колледжа было возведено. Основные аргументы противников реализации проекта состояли в том, что строительство нового здания сделает невозможным восстановление Старого города Нарвы в его историческом виде.
Новое здание колледжа включает в себя подвал старого здания биржи. Фасад учебного корпуса представляет собой негативный образ фасада здания бывшей биржи: все ранее выступающие детали стали утопленными, включая отрицательно наклонённую крышу здания. Таким образом удалось избежать сокрытия фасада исторической ратуши, что раньше было проблемой для здания биржи.
В 2023 году завершилась комплексная реставрация Нарвской ратуши. В этом же году в Нарвском музее торжественно открыли макет старой Нарвы.

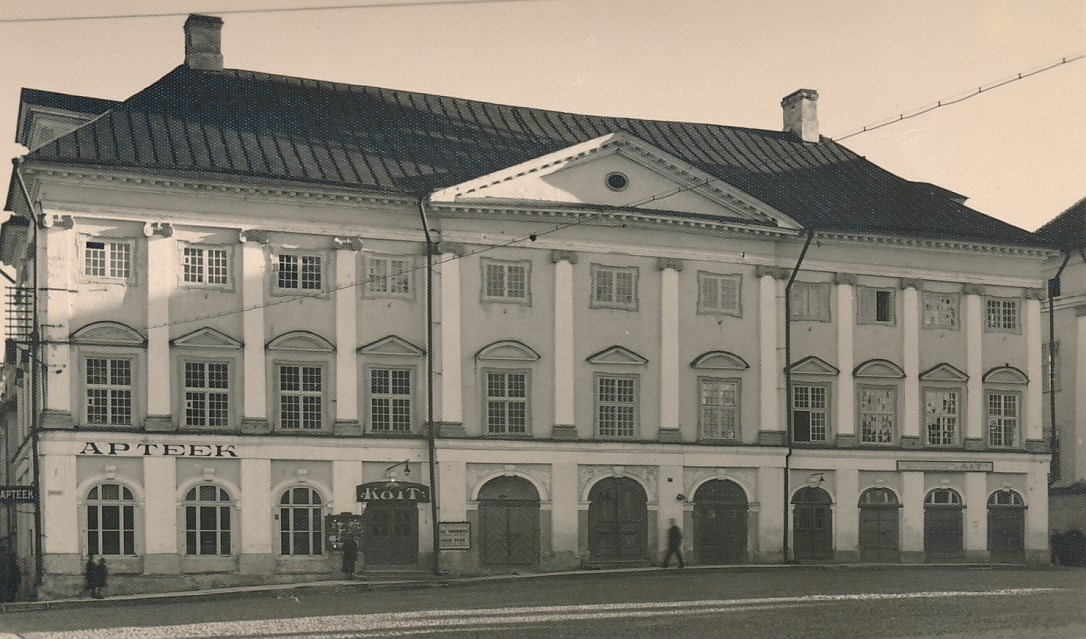
Здание городской биржи (до разрушения в 1944 году)
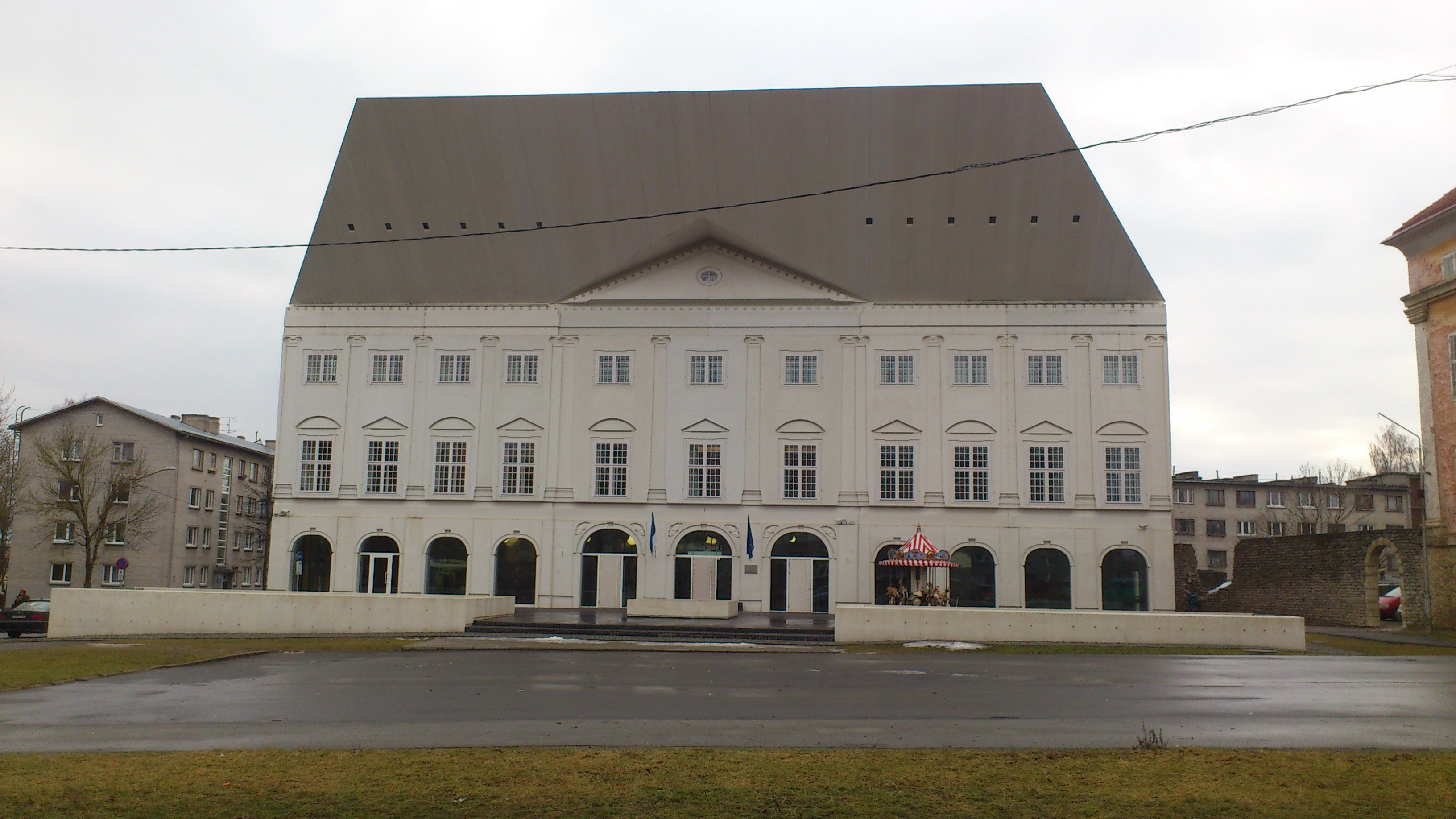
Здание Нарвского колледжа
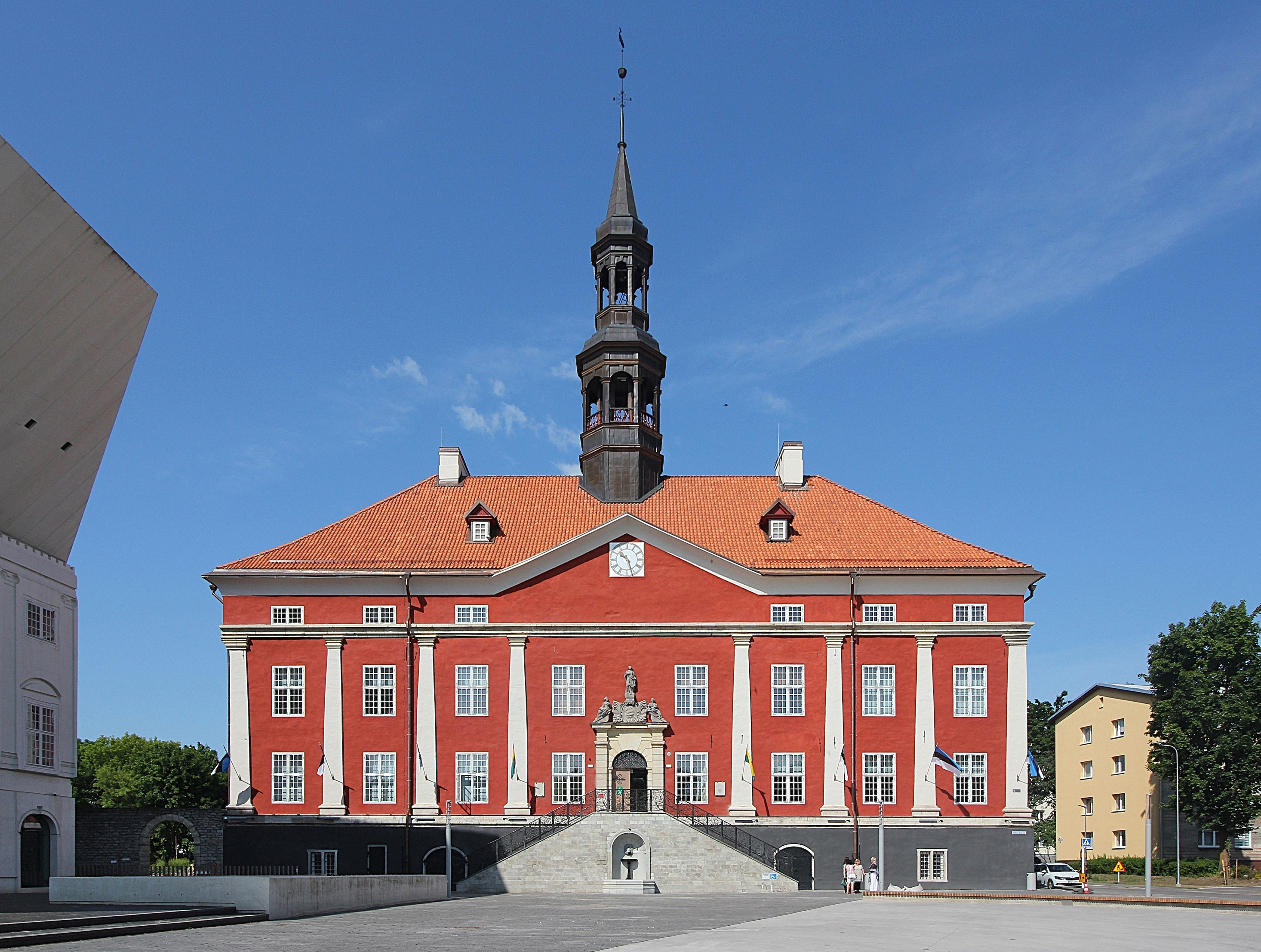
Ратуша и здание Нарвского колледжа(слева) в 2023 году

Возведённый в 1968 году памятник в честь 50-летия Эстляндской трудовой коммуны (автор Яак Соанс), в 2008 году также был перемещён и в настоящее время находится в Художественной галерее Нарвы.
Из построенных в конце XVII века бастионов в приличном состоянии находится только отреставрированная в 2019 году «Виктория», а остальные бастионы постепенно разрушаются.